# El Burgo de Ebro
El Burgo de Ebro (aragónul Lo Burgo d'Ebro) település Spanyolországban,  Zaragoza tartományban. El Burgo de Ebro Alfajarín, Nuez de Ebro, Villafranca de Ebro, Fuentes de Ebro, Zaragoza és Pastriz községekkel határos. Lakosainak száma 2704 fő (2024).

## Népesség
A település népessége az utóbbi években az alábbiak szerint változott:
| Lakosok száma | 1600 | 1797 | 2101 | 2298 | 2363 | 2381 | 2431 | 2436 | 2591 | 2704 |
|               | 2001 | 2004 | 2007 | 2009 | 2012 | 2014 | 2017 | 2019 | 2022 | 2024 |